# Tzipi Livni
Tzipora (Tzipi) Malka Livni (en hebreo, ציפי לבני), (Tel Aviv el 8 de julio de 1958) es una política israelí, actual diputada y líder del partido Hatnuah. Durante el gobierno de Ehud Ólmert (2006-2009) fue ministra de Asuntos Exteriores y vice primera ministra de Israel. Además, fue la segunda mujer, tras Golda Meir, en ocupar la cartera de Exteriores en Israel. También fue líder de la oposición en la Knéset durante algunos meses, en 2018.  

## Vida privada
Livni es hija de Eitan Livni nacido en Grodno, (1 de abril de 1919-1991) y de su esposa Sara Rosenberg (1922-2007), quien emigró a los tres años de edad al Mandato Británico. Ambos fueron miembros prominentes del Irgún y llegaron a ser la primera pareja en casarse en Israel después de la proclamación del Estado. Durante la adolescencia y juventud de Tzipi Livni, su padre llegaría a ser miembro de la Knesset por el Likud en tres legislaturas distintas. Durante la última de ellas, la hija llegaría a ser teniente en las Fuerzas Armadas Israelíes, uniéndose al Mossad a principios de los años 1980. Diplomada en Derecho por la Universidad Bar Ilán, cuenta con varios años de experiencia como abogada, habiéndose especializado en derecho público y comercial. 
Casada con el publicista Naftali Spitzer, con quien tiene dos hijos, Omri (1987) y Yuval (1990), Livni es vegetariana desde los doce años. Además del hebreo, también habla inglés y francés con fluidez, por haber residido en París durante varios años.

## Carrera política

#### Likud (1995-2005)
Tras un intento infructuoso en 1996, Livni logró su primer escaño en la Knéset por el Likud en 1999. Desde la victoria de este partido en 2001, bajo el liderazgo de Ariel Sharón, logró desempeñar diversas carteras ministeriales, como la de Cooperación Regional, la de Agricultura y la de Inmigración. Desde el 10 de enero de 2005 fue la ministra de Justicia de Israel. Entonces valorada por israelíes de distinto espectro ideológico, Livni recibió el premio "Gobierno de Calidad" en el año 2004. 
Livni apoyó sin fisuras el plan de retirada unilateral israelí de la Franja de Gaza, una iniciativa propuesta y aplicada por Ariel Sharón, y estaba considerada como una de las principales pacifistas del Likud. A menudo tuvo que mediar entre los elementos más pacifistas y los más belicistas dentro del partido, y ganó popularidad a raíz de sus esfuerzos por conseguir que la Knéset aprobara la retirada de la Franja de Gaza.

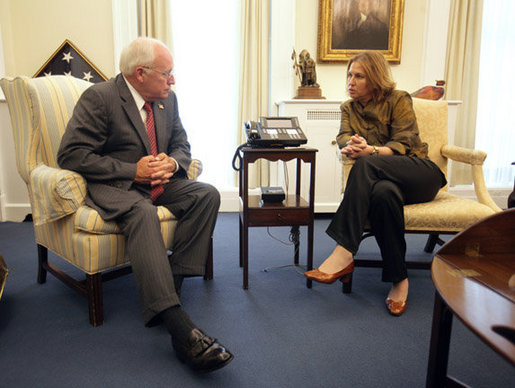
El ex-Vicepresidente de EE. UU. Dick Cheney se reúne con la Ministro israelí de Asuntos Exteriores, Tzipi Livni, en la Casa Blanca.

#### Kadima (2005-2012)
El 12 de noviembre de 2005 fue la primera política de la derecha israelí que participó en la conmemoración oficial del décimo aniversario del asesinato de Isaac Rabin.
El 20 de noviembre de 2005 Livni siguió los pasos de Sharón, saliendo del Likud y uniéndose a su nuevo partido, el Kadima. Se espera que Livni tenga una gran influencia en la nueva formación, ya que es una política muy popular y en Israel se la reconoce por su honestidad.
Tras el derrame cerebral que sufrió Sharon el 4 de enero de 2006, que lo dejó incapacitado para seguir en el cargo, algunos especularon con que Livni podría ser la nueva dirigente del Kadima. Sin embargo, Ehud Ólmert fue finalmente el elegido para liderar el partido, si bien no tiene tanto carisma ni popularidad como Livni. 
Tras formar un nuevo gobierno en marzo de 2006, Olmert nombró a Livni vice primera ministra y ministra de Asuntos Exteriores, lo que la convierte en la número dos del gobierno, encabezado por Olmert.
El 30 de julio de 2008 el primer ministro, Ehud Ólmert anunció que no se presentaría a las elecciones primarias de su partido Kadima por los escándalos de corrupción que le afectan, y que dimitiría tras la celebración de las mismas. Livni anunció que optaría al puesto, compitiendo con el ministro de Transportes Shaul Mofaz. Las elecciones se celebraron el día 17 de septiembre de 2008, obteniendo Livni el 43,1% de los votos, frente al 42% de Mofaz, una diferencia mucho menor de lo esperado. Livni no reemplazó a Ólmert como primer ministro, fue designada para ello por el presidente Shimon Peres, pero no consiguió formar una coalición de gobierno por lo cual se llamó a elecciones anticipadas. En las elecciones legislativas de Israel de 2009, Kadima obtuvo 28 escaños y se mantuvo como el mayor partido de la knesset, seguido por el Likud con 27. Sin embargo, ante la falta de apoyo de otros partidos a Kadima y el apoyo de los partidos de derecha y los partidos religiosos a Benjamín Netanyahu del Likud, Peres encomendó a Netanyahu formar gobierno y no a Livni.
Liderados por Livni, un grupo de disidentes del Kadima abandonaron el partido y formaron el Hatnuah en marzo de 2012, cuando Livni perdió frente a Shaul Mofaz en su objetivo de dirigir el Kadima.

#### Hatnuah (2013-2014)
En las elecciones legislativas en Israel de 2013 Livni y su nuevo partido obtuvieron 179.818 votos y seis escaños en la Knesset.

#### Unión Sionista (2014-2019)
Junto con el entonces líder laborista Isaac Herzog anunció en diciembre una lista conjunta entre ambos partidos, llamada Unión Sionista, que obtuvo 24 escaños, frente a los 30 de su antagonista, Benjamin Netanyahu, quien logró ser investido por cuarta vez. El 1 de agosto de 2018, se convirtió en jefe de la oposición en la Knéset después de la renuncia de Herzog, aunque sería destituida apenas cinco meses después.

#### Hatnuah (2019)
El líder laborista Avi Gabbay anunció el 1 de enero de 2019 su intención de disolver la alianza Unión Sionista con el partido Hatnuá en vivo frente a las cámaras en la Knéset y al día siguiente fue sustituida por la exlíder del partido, Shelly Yachimovich, quien ya había ocupado el mismo cargo entre 2011 y 2013. 
En febrero de 2019 anunció su retirada de la política ante las elecciones generales para evitar, dijo, que el centro izquierda pierda representación.

## Críticas

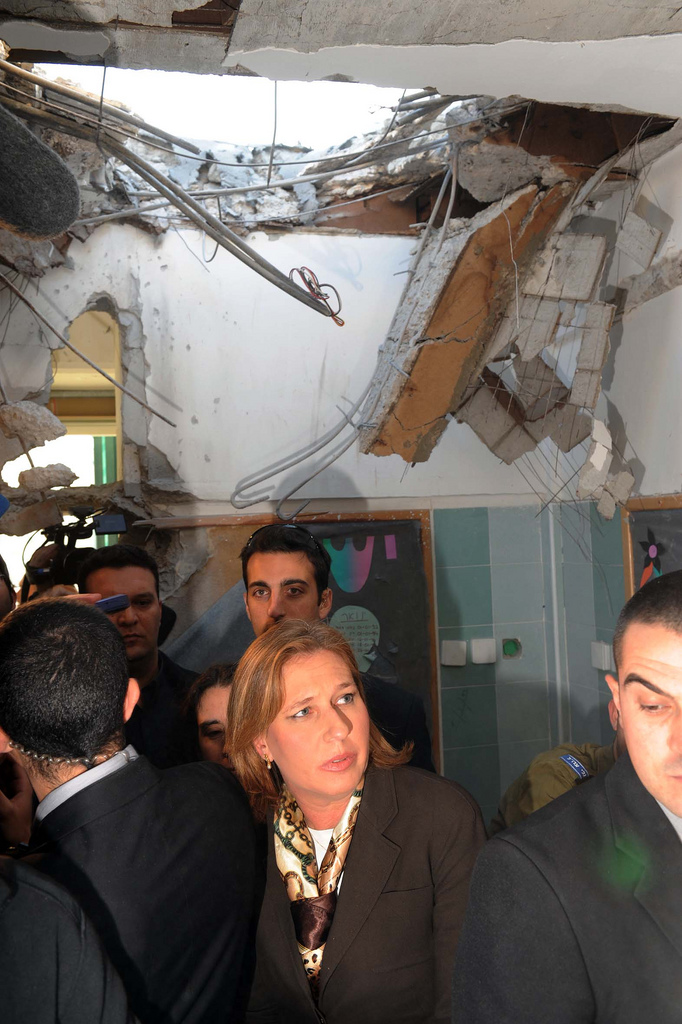
Tzipi Livni visita un jardín de infantes en Beer Sheva, destruido por un misil Grad disparado desde la Franja de Gaza.

Durante el conflicto de la Franja de Gaza de 2008-2009, Livni fue criticada por el presidente de la Liga Árabe, Amr Moussa, quien expresó su sorpresa y rechazo ante la afirmación de Livni de que no existía crisis humanitaria en Gaza, y que por tanto no era necesaria ninguna tregua humanitaria. Livni afirmó que "Israel ha estado suministrando ayuda humanitaria completa a la Franja... e incluso ha estado intensificándola durante el día". Posteriormente Israel permitió una tregua de tres horas durante su ofensiva para permitir que la ayuda accediera a la Franja a través de un pasillo humanitario.

### Orden de arresto británica
En diciembre de 2009, Livni tuvo que cancelar una visita a Londres, debido a que un tribunal local había emitido una orden de arresto a raíz de una solicitud por parte de activistas palestinos, acusándola de crímenes de guerra en la Franja de Gaza durante la Operación Plomo Fundido (2008-2009). Durante varios años, los activistas palestinos han hecho intentos infructuosos para juzgar a los israelíes en los tribunales europeos en el marco del sistema de jurisdicción universal. La orden fue emitida el 12 de diciembre y revocada dos días después, después de confirmarse que no había penetrado en territorio británico.

#### Críticas
Expertos del gobierno israelí en legislación internacional han advertido a los ministerios relacionados con la seguridad y a los oficiales de las Fuerzas de Defensa de Israel que no visiten el Reino Unido, España, Bélgica o Noruega debido a que en esos países existe el riesgo de que puedan ser arrestados acusados de crímenes de guerra mediante la aplicación de leyes de "jurisdicción universal". Esta orden fue posteriormente calificada como "cínica" por el Ministerio de Exteriores de Israel, mientras que la propia oficina de Livni declaró que se mostraba "orgullosa de todas sus decisiones durante la Operación Plomo Fundido". En una conferencia sobre seguridad en Israel, Livni no hizo referencia directa a la orden de detención, pero defendió la conducta de Israel durante la Operación Plomo Fundido, y dijo que "tomaría las mismas decisiones nuevamente". "Cuando el Estado de Israel tiene que hacer lo correcto, eso tiene que ser hecho - la condena o no condena, las declaraciones o no declaraciones, las órdenes de detención o ninguna orden de detención. Este es el papel del liderazgo, y en lo que a mí concierne, volvería a repetir todas y cada una de las decisiones."
Inmediatamente después, el Secretario de Relaciones Exteriores británico David Miliband se contactó con Livni, y su homólogo israelí Avigdor Lieberman para disculparse formalmente por el incidente en nombre del gobierno británico. El secretario Miliband, expresó su preocupación por la situación y dijo que las autoridades estaban buscando "urgentemente la manera de que el sistema en el Reino Unido pueda ser modificado a fin de evitar este tipo de situaciones se planteen nuevamente". Los jueces en el Reino Unido pueden emitir órdenes de detención contra presuntos criminales de guerra de todo el mundo bajo la Ley de la Convención de Ginebra de 1957, sin ningún requisito de consultar a los fiscales. Miliband dijo que era algo "inusual". El Ministro de Relaciones Exteriores de Gran Bretaña, Ivan Lewis, dijo que Gran Bretaña está "absolutamente decidida a asegurarse de que esto nunca vuelva a suceder". "Debido a que Israel es un socio estratégico y amigo cercano del Reino Unido, es absolutamente esencial que los representantes del Estado de Israel puedan visitar libremente Gran Bretaña para hablar sobre el proceso de paz en Oriente Medio", dijo a la BBC. J Street aplaudió el rechazo de Milibrand a la orden y "su promesa de llevar a cabo una modificación de la ley que impida que otros lamentables acontecimientos como estos se repitan en el futuro."
El primer ministro Gordon Brown expresó su pesar por la orden judicial y se apartó de las negociaciones sobre el clima en Copenhague para llamar a Livni y asegurarle que ella era "mayoría de la recepción en el Reino Unido cualquier momento." Según un comunicado difundido por la oficina de Livni, Brown también prometió buscar cambios legislativos para garantizar que ningún funcionario israelí correría riesgo de detención mientras se encuentre en suelo británico. Livni respondió diciendo: "La situación debe ser reparada de inmediato".
Yehuda Blum, exembajador de Israel ante las Naciones Unidas y profesor de derecho en la Universidad Hebrea de Jerusalén comentó: "El abuso y mal uso de este concepto de jurisdicción universal debería ser interrumpido." Blum dijo que la ley estaba destinada para su uso en casos con clara falta de competencia, como la piratería en aguas internacionales, y no debe ser ampliado para fines políticos. Los funcionarios israelíes, actuando bajo las órdenes del primer ministro Benjamin Netanyahu, dijeron al embajador británico que esperan una acción rápida para modificar la ley. En Londres, funcionarios británicos muy disgustados, dijeron que estaban buscando las soluciones. La propia Livni calificó la orden de arresto británica como "un abuso del sistema legal británico".

### Orden de arresto belga
En enero de 2017, un tribunal belga ordenó su detención para el 23 de enero del mismo año, cuando Tzipi Livni tiene previsto aterrizar en el país. Está acusada de crímenes de guerra y crímenes contra la humanidad cometidos en la Franja de Gaza entre el 27 de diciembre de 2008 al 18 de enero de 2009, cuando era Ministra de Asuntos Exteriores.

### Expulsión de cumbre de la ONU
El 26 de noviembre de 2024, fue expulsada de la décima cumbre de la Alianza de Civilizaciones de la ONU, que tuvo lugar en la ciudad portuguesa de Cascais. Varios estados musulmanes, en un movimiento coordinado, protestaron contra la presencia de la ex diplomática israelí en la sede de la cumbre, citando los crímenes de guerra cometidos por Israel en la guerra de Gaza y en el Líbano. Mientras tanto, el Comité Nacional Palestino BDS solicitó a las autoridades portuguesas que arrestaran y procesaran a Livni.